# Persone di nome Erik/Calciatori
| Questa pagina contiene informazioni ricavate automaticamente dalle voci biografiche con l'ausilio del template Bio e di un bot. L'aggiornamento è periodico e automatico e ricostruisce completamente la pagina. Se manca una persona in questa lista, sei pregato di non aggiungerla, ma accertati piuttosto che la sua voce biografica contenga il template Bio e che i dati anagrafici siano correttamente compilati. Se il template Bio manca, inseriscilo tu stesso o, in alternativa, metti l'avviso {{tmp\|Bio}} che ne segnala la mancanza. Se i dati riportati sono sbagliati, correggi direttamente la voce biografica; le modifiche saranno visibili in questa lista entro pochi giorni. Per chiarimenti vedi il progetto antroponimi. La lista contiene solo le 107 persone che sono citate nell'enciclopedia e per le quali è stato implementato correttamente il template Bio. Pagina aggiornata al 6 ago 2025. |

Questa è una lista di persone presenti nell'enciclopedia che hanno il nome Erik e sono calciatori.

## A(3)
- Erik Ahlstrand, calciatore svedese (n. 2001)
- Erik Almgren, calciatore e allenatore di calcio svedese (Stoccolma, n. 1908 - Stoccolma, † 1989)
- Erik Andersson, calciatore svedese (n. 1997)

## B(9)
- Erik Bakker, ex calciatore olandese (Hoogeveen, n. 1990)
- Viktor Bergh, calciatore svedese (n. 1999)
- Alexander Berntsson, calciatore svedese (Halmstad, n. 1996)
- Erik Björndahl, ex calciatore svedese (Örebro, n. 1990)
- Ivan Bodin, calciatore svedese (Sundsvall, n. 1923 - † 1991)
- Erik Botheim, calciatore norvegese (Oslo, n. 2000)
- Erik Bråthen, ex calciatore norvegese (Halden, n. 1987)
- Martin Broberg, ex calciatore svedese (Karlskoga, n. 1990)
- Erik Börjesson, calciatore svedese (Jonsered, n. 1888 - Partille, † 1983)

## C(2)
- Erik Carroll, ex calciatore bahamense (n. 1996)
- Erik Cummins, ex calciatore olandese (Rotterdam, n. 1988)

## D(6)
- Erik Dahlin, ex calciatore svedese (Trollhättan, n. 1989)
- Erik Dahlström, calciatore svedese (Eskilstuna, n. 1894 - Eskilstuna, † 1953)
- Erik Daniel, calciatore ceco (Hodonín, n. 1992)
- Erik Dueñas, calciatore statunitense (Los Angeles, n. 2004)
- Erik Durm, calciatore tedesco (Pirmasens, n. 1992)
- Erik Dyreborg, calciatore danese (Copenaghen, n. 1940 - † 2013)

## E(4)
- Erik Edman, ex calciatore svedese (Huskvarna, n. 1978)
- Erik Engsmyr, calciatore norvegese (Greåker, n. 1929 - † 2012)
- Erik Espinosa, ex calciatore messicano (Guadalajara, n. 1980)
- Erik Expósito, calciatore spagnolo (Santa Cruz de Tenerife, n. 1996)

## F(2)
- Erik Falkenburg, calciatore olandese (Leida, n. 1988)
- Erik Figueroa, calciatore svedese (Stoccolma, n. 1991)

## G(4)
- Erik Gaardhøje, calciatore danese (Frederikshavn, n. 1938 - Esbjerg, † 2007)
- Erik Gliha, calciatore sloveno (Niort, n. 1997)
- Erik Godoy, calciatore argentino (Buenos Aires, n. 1993)
- Erik Granat, calciatore svedese (Hudiksvall, n. 1995)

## H(9)
- Erik Hagen, ex calciatore norvegese (Hønefoss, n. 1975)
- Erik Hagen, ex calciatore norvegese (n. 1941)
- Erik Hjelm, calciatore svedese (Alingsås, n. 1893 - Jonsered, † 1975)
- Erik Holmberg, calciatore e allenatore di calcio norvegese (Fredrikstad, n. 1922 - Fredrikstad, † 1998)
- Erik Holt, calciatore statunitense (San Diego, n. 1996)
- Erik Hrnčár, ex calciatore e ex giocatore di calcio a 5 slovacco (n. 1971)
- Mattias Hugosson, ex calciatore svedese (Gävle, n. 1974)
- Erik Hurtado, calciatore statunitense (Fredericksburg, n. 1990)
- Erik Huseklepp, calciatore norvegese (Bærum, n. 1984)

## I(2)
- Erik Imler, ex calciatore statunitense (Silver Spring, n. 1971)
- Erik Israelsson, ex calciatore svedese (Kalmar, n. 1989)

## J(14)
- Erik Berg, ex calciatore svedese (Falkenberg, n. 1988)
- Erik Janža, calciatore sloveno (Maribor, n. 1993)
- Erik Jendrišek, calciatore slovacco (Trstená, n. 1986)
- Erik Jensen, ex calciatore e ex giocatore di calcio a 5 danese (n. 1966)
- Erik Kuld Jensen, calciatore danese (Aarhus, n. 1925 - Aarhus, † 2004)
- Erik Jezik, ex calciatore slovacco (n. 1973)
- Erik Jirka, calciatore slovacco (Drahovce, n. 1997)
- Erik Johannessen, ex calciatore norvegese (n. 1971)
- Erik Johannessen, ex calciatore norvegese (Stavanger, n. 1952)
- Erik Johansen, calciatore norvegese (Gjøvik, n. 1940 - † 2000)
- Erik Johansson, calciatore svedese (n. 1900 - † 1983)
- Erik Jonvik, ex calciatore e giocatore di calcio a 5 norvegese (Oslo, n. 1990)
- Erik Jorgens de Menezes, calciatore brasiliano (Quaraí, n. 2001)
- Erik Just Olsen, ex calciatore norvegese (Horten, n. 1946)

## K(4)
- Erik Karlsen, ex calciatore norvegese (n. 1953)
- Tobias Karlsson, calciatore svedese (Öckerö, n. 1989)
- Erik Kušnir, calciatore ungherese (Nyžnij Koropec', n. 2000)
- Erik Källström, calciatore svedese (n. 1908 - † 1997)

## L(4)
- Erik Lamela, calciatore argentino (Buenos Aires, n. 1992)
- Erik Lindell, calciatore svedese (Norrköping, n. 1996)
- Erik Lira, calciatore messicano (Città del Messico, n. 2000)
- Erik López, calciatore paraguaiano (Asunción, n. 2001)

## M(7)
- Erik Marxen, calciatore danese (Middelfart, n. 1990)
- Erik Meijer, ex calciatore olandese (Meerssen, n. 1969)
- Erik Mejlo, calciatore norvegese (n. 1945 - † 2007)
- Erik Midtgarden, calciatore norvegese (Skien, n. 1987)
- Noel Milleskog, calciatore svedese (n. 2002)
- Erik Moberg, ex calciatore svedese (Motala, n. 1986)
- Erik Morán, calciatore spagnolo (Portugalete, n. 1991)

## N(6)
- Erik Næsbak Brenden, calciatore norvegese (Elverum, n. 1994)
- Erik Lima, calciatore brasiliano (Novo Repartimento, n. 1994)
- Erik Nevland, ex calciatore norvegese (Stavanger, n. 1977)
- Erik Nilsson, calciatore svedese (Malmö, n. 1916 - Höllviken, † 1995)
- Erik Noppi, ex calciatore norvegese (n. 1970)
- Benjamin Nygren, calciatore svedese (Göteborg, n. 2001)

## P(8)
- Erik Paartalu, ex calciatore australiano (Sydney, n. 1986)
- Erik Palmer-Brown, calciatore statunitense (Napoleon, n. 1997)
- Erik Pačinda, calciatore slovacco (Košice, n. 1989)
- Erik Persson, calciatore svedese (n. 1909 - † 1989)
- Erik Pieters, calciatore olandese (Tiel, n. 1988)
- Erik Pimentel, calciatore messicano (Coacalco de Berriozábal, n. 1990)
- Erik Počanski, calciatore bulgaro (n. 1992)
- Erik Prekop, calciatore slovacco (Trenčín, n. 1997)

## R(3)
- Jonathan Ring, calciatore svedese (Örebro, n. 1991)
- Erik Ring, calciatore svedese (Södertälje, n. 2002)
- Stefan Rodevåg, ex calciatore svedese (Götene, n. 1980)

## S(13)
- Erik Nascimento, calciatore brasiliano (Três Rios, n. 1995)
- Erik Pedersen, ex calciatore norvegese (Porsgrunn, n. 1967)
- Erik Sabo, calciatore slovacco (Šúrovce, n. 1991)
- Erik Salkić, ex calciatore sloveno (Postumia, n. 1987)
- Erik Schouten, calciatore olandese (Westwoud, n. 1991)
- Erik Shuranov, calciatore tedesco (Bamberga, n. 2002)
- Erik Silye, calciatore ungherese (Orosháza, n. 1996)
- Hampus Skoglund, calciatore svedese (Täby, n. 2004)
- Erik Solér, ex calciatore, procuratore sportivo e dirigente sportivo norvegese (Lillestrøm, n. 1960)
- Erik Sorga, calciatore estone (Tallinn, n. 1999)
- Erik Stock, ex calciatore norvegese (Oslo, n. 1971)
- Erik Sundin, ex calciatore svedese (Stoccolma, n. 1979)
- Erik Sviatchenko, calciatore danese (Viborg, n. 1991)

## T(3)
- Erik Thommy, calciatore tedesco (Ulma, n. 1994)
- Erik Thorstvedt, ex calciatore e preparatore atletico norvegese (Stavanger, n. 1962)
- Erik Tønne, calciatore norvegese (Trondheim, n. 1991)

## V(1)
- Erik Vardanyan, ex calciatore armeno (Erevan, n. 1998)

## W(1)
- Erik Wekesser, calciatore tedesco (Schwetzingen, n. 1997)

## Z(1)
- Erik Zenga, calciatore russo (Kostroma, n. 1993)

## Č(1)
- Erik Čikoš, calciatore slovacco (Bratislava, n. 1988)